# Комбатан-арнис
Комбатан-арнис — стиль филиппинского боевого искусства арнис, разработанный Эрнесто Амадором Пресасом.
Как и в других филиппинских боевых искусствах, в Комбатан обучение начинается с оружия. Причиной этого служит то, что в традиционной филиппинской культуре нож и мачете являются элементом повседневного костюма как мужчин, так и женщин. На двигательной базе, заложенной при работе с одной и двумя палками, строится обучение ножевому бою, рукопашному поединку, работе с подручными предметами, «секретному оружию» (например, короткой палочке дуло-дуло), работе с традиционным филиппинским и окинавским оружием.
В классическую систему Комбатан Арнис входят: Solo Baston (одна палка), Doble Baston (две палки), Espada y Daga (меч и кинжал), Daga Sa Daga (нож против ножа), Mano-Mano (голые руки), Дос Пантос и Трес Пантос.
Отличительная черта Комбатан — это специфичная система передвижений.
Работа ног в Комбатан Арнис основана на традиционных танцах Филиппин, использует движения назад и вперед и V-образные передвижения. Заметна также некоторая общность работы ног в Комбатан и японских и окинавских боевых искусствах. В Комбатан сохранились и традиционные техники и работа ног в таких разделах как эспада и дага, Абанико Даблада, Санкети и др.
Ещё одной отличительной чертой Комбатан является принципы комбинирования техники различных разделов. Принципы комбинаторики объединены в систему специфичных упражений под общим названием палит палит (palit palit).
Эрнесто Пресас модифицировал техники таким образом, чтобы они легче усваивались учениками, а, кроме того, стали безопасными для начинающих. Для этой цели были введены стандартизированные техники и, самое главное, он первым ввел практику ударов палка в палку, а не по рукам противника, что позволило отрабатывать приемы с полной силой и скоростью, не травмируя партнера. Позднее эту методику стали использовать практически все школы филиппинских боевых искусств.
Благодаря модификациям в работе ног, стойках и техниках, Комбатан легко адаптируется для преподавания в самых разных школах боевых искусств, например, таких как Таэквондо, Карате, Дзюдо и Дзю-дзютцу, так как ученики видят общие черты в этих стилях.
Эффективность этой системы неоднократно проверялась на практике филиппинскими и американскими полицейскими. По их утверждениям, «этот стиль позволяет человеку с нулевой подготовкой за год научиться противостоять любому подготовленному боксеру или другому профессиональному бойцу, а то и двум-трем». В последнее время и российские правоохранительные органы проявляют интерес к филиппинским боевым искусствам вообще и Комбатан Арнис в частности.
В конце 1980-х годов Пресас несколько раз переименовывал свою систему (Модерн-Арнис, Арнис де Мано, Пресас Стайл), пока не остановился на термине Комбатан, определив его как современный стиль боевых искусств, включающий в себя техники боя короткой палкой, парными палками, ножом и стройную систему боя без оружия, которые построены на единой универсальной двигательной базе.